# 東洋堂ハウスSP
株式会社東洋堂ハウスSP（とうようどうハウスエスピー）は、東京都足立区に本社を置く建設会社。

## 沿革
- 2003年2月 - 足立区にて、現 代表取締役 松森広志が創業
- 2005年8月 - 足立区に設立
- 2017年7月 - 足立区東綾瀬に本社ビルを設立
- 2020年 - 経営理念である【安満快便】を商標登録
- 2023年 - 東京都に金町支店・千住支店・小岩支店・葛西支店・平井支店・押上支店（現在、スカイツリー駅前支店）・江東砂町支店・上野支店と展開。

## 概要
- この町の「お抱え工務店」からスタートし「安満快便」（住まいの安心・満足・快適・便利から四つの不を除く）を経営理念に地域の皆様に必要とされる企業を目指し地域密着の建設会社。
- 2018年より「i-Construction」建築とITの活用を視野に入れ、職人工とデジタル機器をより良い環境で活用していく事業展開を進める。
- 2019年11月より東京都葛飾区にある「かつしかFM」内の『かつコレ』のスポンサーになる。2020年4月より番組内に1コーナーを担当。
- 社内にて一社員が「骨髄バンク」に登録していたことをきっかけに2020年6月より、「ドナー休暇制度」を新設導入。
- 屋根、外壁点検のアプローチの一つとして「ドローン」を採用[1]。